# سانتا ترسا جالورا
سانتا ترسا جالورا (به ایتالیایی: Santa Teresa Gallura) یک کومونه در ایتالیا است که در استان ساساری واقع شده‌است. سانتا ترسا جالورا ۱۰۱٫۱۹ کیلومتر مربع مساحت و ۵٬۲۱۱ نفر جمعیت دارد و ۴۰ متر بالاتر از سطح دریا واقع شده‌است.